# ULAS J150547.89+070316.6
ULAS J150547.89+070316.6 ist ein Brauner Zwerg im Sternbild Virgo. Seine Spektralklasse beträgt ungefähr T4 und seine Entfernung wird auf einige Dutzend Parsec geschätzt. Das Objekt wurde von Pinfield et al. im Rahmen des UKIDSS Large Area Survey als T-Zwerg identifiziert.